# Mangabey à joues blanches
Lophocebus albigena · Lophocèbe à joues grises
Espèce
Statut de conservation UICN

 VU  : Vulnérable
Statut CITES
Lophocebus albigena est une espèce de singes catarhiniens de la famille des cercopithecidés.

Il est appelé Cercocèbe aux joues grises, ou Mangabey aux joues grises, Cercocèbe à joues blanches ou Mangabey aux joues blanches, Cercocèbe à gorges blanches et plus récemment Lophocèbe à joues grises pour le différencier des vraies cercocèbes du genre Cercocebus.

## Systématique

Carte de répartition des sous-espèces (selon Butynski, Kingdon et Kalina, 2013).

Liste des sous-espèces selon ITIS:
- Lophocebus albigena johnstoni (Lydekker, 1900)
- Lophocebus albigena osmani Groves, 1978
- Lophocebus albigena ugandae (Matschie, 1912)

## Phylogénie
En 2007, une révision phylogénétique du genre a proposé d'élever les trois sous-espèces de Lophocebus albigena au rang d'espèces à part entière et a considéré la sous-espèces Lophocebus albigena ugandae de l'Ouganda comme une espèce séparée Lophocebus ugandae, mais cette proposition n'a pas encore été validée.